# Javier Andrés Correa
Javier Andrés Correa (San Carlos de Bariloche, 17 de julio de 1976) es un deportista argentino que compitió en piragüismo en la modalidad de aguas tranquilas.
Ganó cuatro medallas en el Campeonato Mundial de Piragüismo entre los años 1998 y 2002, y nueve medallas en los Juegos Panamericanos entre los años 1995 y 2003.
Fue reconocido con el Premio Konex Diploma al Mérito 2000 y luego con el Konex de Platino en 2010 en la disciplina piragüismo y remo.

## Palmarés internacional
| Campeonato Mundial   | Campeonato Mundial              | Campeonato Mundial | Campeonato Mundial |
| Año                  | Lugar                           | Medalla            | Competición        |
| -------------------- | ------------------------------- | ------------------ | ------------------ |
| 1998                 | Szeged (Hungría)                | Medalla de bronce  | K1 1000 m          |
| 2001                 | Poznań (Polonia)                | Medalla de bronce  | K1 500 m           |
| 2001                 | Poznań (Polonia)                | Medalla de plata   | K1 1000 m          |
| 2002                 | Sevilla (España)                | Medalla de plata   | K1 1000 m          |
| Juegos Panamericanos |                                 |                    |                    |
| Año                  | Lugar                           | Medalla            | Competición        |
| 1995                 | Mar del Plata (Argentina)       | Medalla de oro     | K2 1000 m          |
| 1995                 | Mar del Plata (Argentina)       | Medalla de bronce  | K4 500 m           |
| 1995                 | Mar del Plata (Argentina)       | Medalla de bronce  | K4 1000 m          |
| 1999                 | Winnipeg (Canadá)               | Medalla de oro     | K1 500 m           |
| 1999                 | Winnipeg (Canadá)               | Medalla de oro     | K1 1000 m          |
| 1999                 | Winnipeg (Canadá)               | Medalla de oro     | K2 1000 m          |
| 1999                 | Winnipeg (Canadá)               | Medalla de plata   | K2 500 m           |
| 2003                 | Santo Domingo (Rep. Dominicana) | Medalla de oro     | K1 500 m           |
| 2003                 | Santo Domingo (Rep. Dominicana) | Medalla de oro     | K1 1000 m          |